# North Bay
North Bay är en stad i nordöstra Ontario i Kanada. Staden är säte för distriktet Nipissing och dess namn kommer från sin position på stranden vid sjön Nipissing.
Platsen vid North Bay låg utefter den viktigaste kanotleden västerut från Montreal. Bortsett från First Nations-stammar, resenärer och lantmätare var det mycket lite aktivitet i Nipissingsjöområdet fram till ankomsten av Canadian Pacific Railway under 1882. John Ferguson, farbror till Duncan McIntyre (ägare av CPR), beslöt under samma år att North Bay vid sjön Nipissing var en lovande plats för bosättning. Det året bildades även North Bays polisstyrka. Under 1891 registrerades North Bay som stad (town).
År 2011 hade North Bay cirka 54 000 invånare.